# Kothathi, Mandya
Kothathi là một làng thuộc tehsil Mandya, huyện Mandya, bang Karnataka, Ấn Độ.